# نیا (شهر)
شهر نیا (به روسی: Нея) در کشور روسیه و در اوبلاست کوستروما واقع شده‌است.